# Mariano Martínez (cykelrytter)
 For alternative betydninger, se Mariano Martínez. (Se også artikler, som begynder med Mariano Martínez)
Mariano Martínez (født 20. september 1948 i Burgos) er en tidligere fransk professionel landevejscykelrytter. Han vandt den prikkede bjergtrøje i Tour de France 1978.